# 灣岸加拿大鐵路
45°09′31″N 67°08′23″W / 45.15869°N 67.13971°W
灣岸加拿大鐵路（英語：Bayside Canadian Railway）是加拿大紐賓士域省灣岸社區的極短鐵路。該鐵路明顯的唯一目的為利用《1920年商船法令》中有關“加拿大鐵路”的漏洞迴避非美国船籍船隻不得航運於兩個美國港口之間的法律規定。

## 用途
美國海鮮集團的兩個子公司克洛斯特爾布爾國際（Kloosterboer International）與阿拉斯加冷藏管理（Alaska Reefer Management）將急凍狹鱈由阿拉斯加州荷蘭港經巴拿马运河運往美國東岸。《1920年商船法令》規定僅美國船籍船隻方得航運於兩個美國港口之間，惟此規定有一例外情形，即所謂“第三附帶條件”（third proviso）：當其航運路綫中的一部分為“加拿大鐵路”時，不受該規定所限。美國海鮮集團“歷年”使用非美國船籍船隻用於航運，而其於2012年開始使用長30英里（48）的紐賓士域南部鐵路為其航運路綫的一部分。惟於2021年，美國海鮮集團將航運路綫更改為：先將急凍魚類裝上位於紐賓士域省灣岸社區的卡車上，卡車隨即經裝卸貨跳板駛上灣岸加拿大鐵路的兩輛平台式軌道車之一上。然後，一輛小型调车机车會將平台式軌道車拉到鐵路軌道的另一端，然後調頭返回裝卸貨跳板。卡車最後會駛離裝卸貨跳板，並經缅因州加来進入美國。

## 司法裁決
2021年8月16日，美國海關及邊境保衛局向涉嫌違反《1920年商船法令》的美國海鮮集團開出3.5億美元的罰單。美國海關及邊境保衛局指，由於灣岸加拿大鐵路並非“直通路綫”，因此法令中指明的“附帶條件”並不適用。
美國海鮮集團在聯邦法院起訴聯邦政府，辯稱該處罰妨礙其遞送產品，並干擾學校午餐中可負擔價格的狹鱈的供應。法官允許美國海鮮集團在正式處理訴訟前維持此前使用灣岸加拿大鐵路的做法。然而，克洛斯特爾布爾國際似乎在2021年8月19日或以前已改為由俄罗斯進口相關魚類。

## 基本數據
灣岸加拿大鐵路為約70（230英尺）長的單綫鐵路，上有兩輛平台式軌道車、一輛FTD Trackmobile鐵道車輛調度車與一個裝卸貨跳板。美國海關及邊境保衛局的YouTube影片顯示灣岸加拿大鐵路來回全程共需45秒。